# Forca Canapine
Forca Canapine (1.541 m s.l.m.) è un valico stradale dell'Appennino Umbro-Marchigiano, situato sui Monti Sibillini, presso il triplice confine fra Umbria, Marche e Lazio.

## Geografia
Ricade all'interno del Parco Nazionale dei Monti Sibillini ed è diviso tra il territorio del comune di Arquata del Tronto (provincia di Ascoli Piceno) e il comune di Norcia (provincia di Perugia), costituendo per entrambe frazione; la posizione geografico-altimetrica elevata consente di scoprire un ampio panorama dal naturale balcone che scorge il Pian Grande di Castelluccio ad ovest e la parete del versante arquatano del monte Vettore ad est.
La località fa parte dell'itinerario del Sentiero Europeo E1 che congiunge Capo Nord a Capo Passero, uno degli undici cammini di lunghezza estremamente elevata della rete sentieristica europea; le strade che arrivano al valico sono state scelte più volte come percorso del Giro d'Italia a partire dal 1921 (versante di Norcia) e dal 1924 (versante di Arquata).

### Toponimo
Il toponimo deriva dall'accostamento di due termini:
- Forca che significa valico di montagna;
- Canapine in riferimento alla coltivazione ed alla raccolta della canapa, attività agricole che si praticavano in tempi passati nei campi vicini alla località.[2]

### Accessibilità
L'intera zona è raggiungibile soltanto con mezzi privati: in prossimità del paese di Trisungo, percorrendo la Salaria è presente il bivio da imboccare seguendo la direzione Norcia-Cascia; inoltre si può scegliere anche la via che si dirama sempre dal paese di Trisungo, seguendo la direzione Arquata del Tronto, e raggiunto il paese di Borgo, si prosegue in direzione Castelluccio di Norcia.

## Turismo

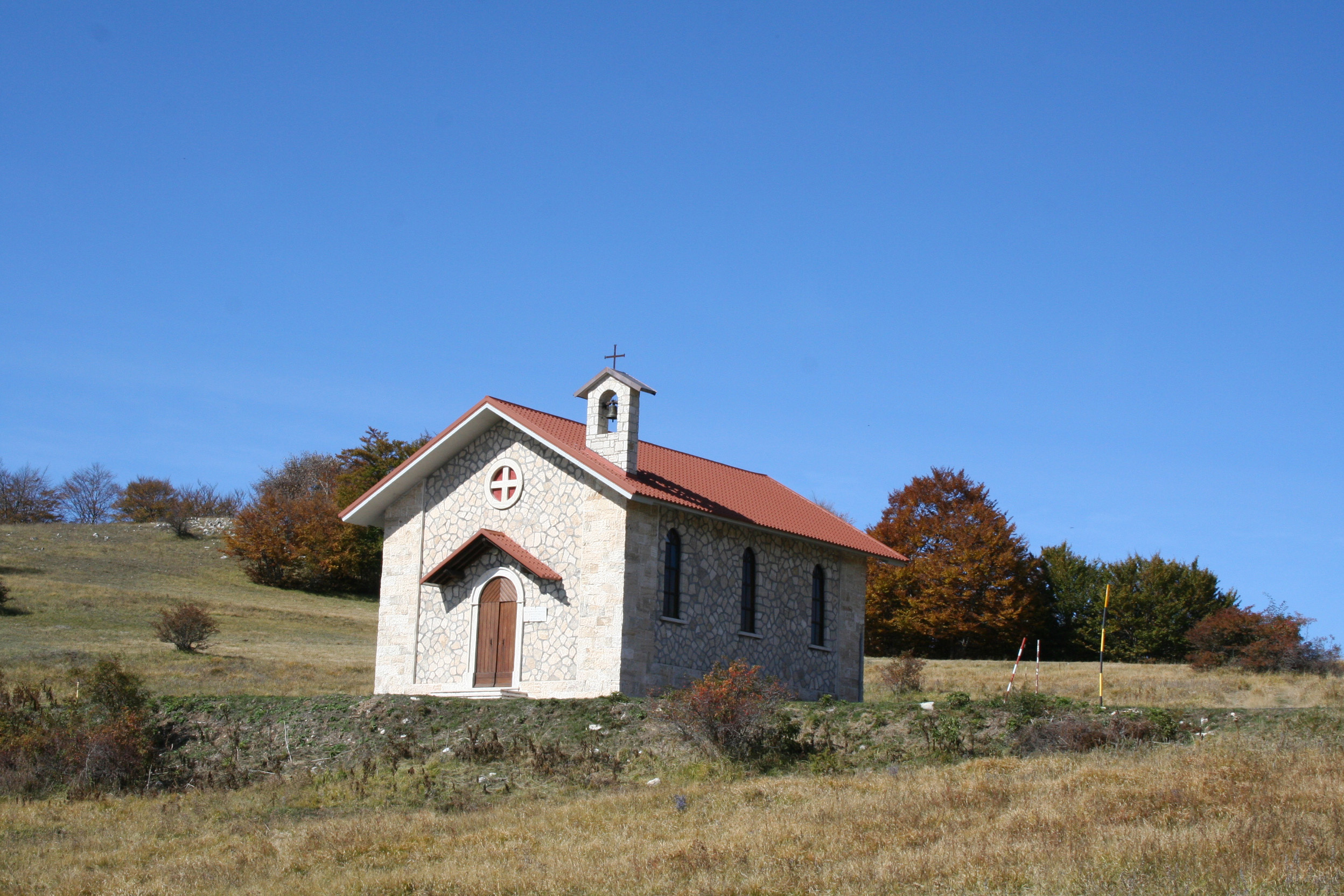
Chiesa della Beata Vergine del Carmelo

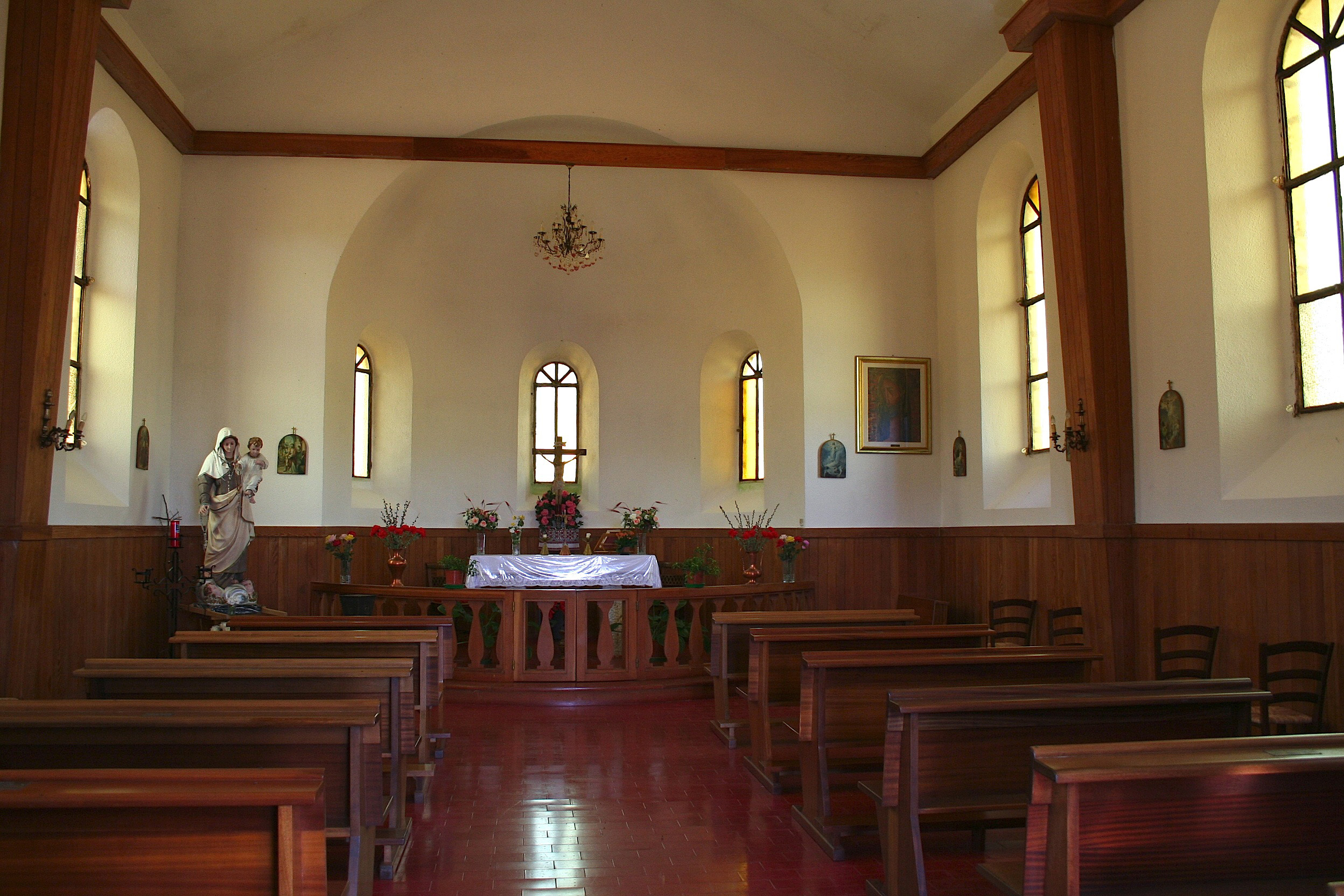
Interno della chiesa

In inverno è frequentato per i suoi impianti sciistici, situati nel territorio arquatano e considerati tra i migliori delle  Marche per lo sci alpino e lo sci nordico, servendo un circuito di piste di circa 16 km oltre un anello di sci di fondo di circa 10 km: i percorsi si dividono in diverse difficoltà e sono compresi tra il Colle Cascina (m. 1.610) e Colle Saliere (m. 1.560) (2 skilift e 1 campo scuola, servono 15 piste di varia difficoltà, dal campo scuola ai tracciati segnalati come neri, dove si possono divertire anche gli sciatori più esperti). È possibile praticare anche lo sci fuoripista nel percorso half-pipe naturale oltre gli stili freestyle e snowboard. Tutto il comprensorio ha un buon apparato ricettivo e dispone anche di un sistema d'innevamento artificiale che consente la pratica dello sci qualora si verifichino situazioni di scarse precipitazioni nevose.
In estate è meta di chi ama e pratica il trekking, l'alpinismo, il parapendio, il deltaplano e passeggiate a cavallo; l'altitudine e il basso inquinamento luminoso richiamano anche appassionati astrofili e astrofotografi.

### Chiesa della Beata Vergine del Carmelo
La frazione di Forca Canapine, compresa nel territorio del comune di Arquata del Tronto, ospita la chiesa dedicata alla Beata Vergine del Carmelo, eretta su di un poggio oltre l'incasato che affaccia su piazzale Ascoli, appartenente alla parrocchia del vicino paese di Capodacqua.
Costruita nei primi anni sessanta dall'Amministrazione Provinciale di Ascoli Piceno e inaugurata il 16 luglio 1965, come riportato sulla lapide esterna all'ingresso, è realizzata in blocchi di travertino e si mostra con un'architettura molto semplice corredata da un modesto campanile a vela; il suo interno si compone di un'unica aula a pianta rettangolare absidata rischiarato dalla luce di nove monofore chiuse da vetrate policrome.